# Zsuzsanna Király-Tálas
Zsuzsanna Király-Tálas (ur. 9 lipca 1993 w Székesfehérvár) – węgierska siatkarka, reprezentantka kraju, grająca na pozycji rozgrywającej. 

## Sukcesy klubowe
Mistrzostwa Węgier Juniorek:
- 2012

Mistrzostwo Węgier:
- 2013, 2016, 2017, 2022[2]
- 2014, 2015
- 2012, 2019

Puchar Węgier:
- 2013, 2014, 2015, 2016, 2017, 2022[3]

MEVZA - Liga Środkowoeuropejska:
- 2017, 2022[4]
- 2016

## Sukcesy reprezentacyjne
Liga Europejska:
- 2015[5][6]
- 2018